# Fiona Apple
Fiona Apple (sinh 13 tháng 9 năm 1977) là một nữ ca sĩ người Mỹ, cô bắt đầu xuất hiện trước công chúng vào năm vào những năm thập niên 90 và giành được một hợp đồng ghi âm vào năm 1995.Cô cũng đã từng giành 1 giải Grammy vào năm 1998 dành cho Trình diễn giọng nữ rock xuất sắc nhất và 2 giải Grammy vào năm 2021 cho Trình diễn giọng nữ rock xuất sắc nhất cho ca khúc Sameika và Album nhạc Alternative xuất sắc nhất cho album Fetch The Bolt Cutters

## Các giải Grammy
| Năm  | Đề cử / Tác phẩm | Giải thưởng                               | Kết quả   |
| ---- | --- | ----------------------------------------- | --------- |
| 1998 | Fiona Apple | Giải Grammy cho Nghệ sĩ mới xuất sắc nhất | Đề cử     |
| 1998 | "Criminal" | Trình diễn giọng nữ rock xuất sắc nhất    | Đoạt giải |
| 1998 | "Criminal" | Bài hát Rock hay nhất                     | Đề cử     |
| 2001 | When the Pawn... | Album nhạc xuất sấc nhất                  | Đề cử     |
| 2001 | "Paper Bag" | Trình diễn giọng nữ Rock xuất sắc nhất    | Đề cử     |
| 2003 | "Bridge over Troubled Water" (với Johnny Cash)                                                                       | Hợp tác nhạc đồng quê hiệu quả nhất       | Đề cử     |
| 2006 | Extraordinary Machine                                                                                                | Album giọng Pop xuất sắc nhất             | Đề cử     |
| 2012 | The Idler Wheel Is Wiser Than the Driver of the Screw and Whipping Cords Will Serve You More Than Ropes Will Ever Do | Album giọng Pop xuất sắc nhất             | Đề cử     |
| 2020 | Fetch the Bolt Cutters                                                                                               |                                           | Đề cử     |